# 1980–1981-es bajnokcsapatok Európa-kupája
A bajnokcsapatok Európa-kupája 26. szezonja. 2 év után ismét a Liverpool csapata nyert. A címvédő Nottingham Forest már az első fordulóban kiesett. A Liverpool - Real Madrid döntőt Palotai Károly vezette.

## Eredmények

### Selejtező
| 1. csapat        | Össz. | 2. csapat | 1. mérk. | 2. mérk. |
| ---------------- | ----- | --------- | -------- | -------- |
| Budapesti Honvéd | 11–0  | Valletta  | 8–0      | 3–0      |

### 1. forduló
| 1. csapat      | Össz. | 2. csapat             | 1. mérk. | 2. mérk. |
| -------------- | ----- | --------------------- | -------- | -------- |
| Aberdeen       | 1–0   | Austria Wien          | 1–0      | 0–0      |
| OPS            | 2–11  | Liverpool             | 1–1      | 1–10     |
| CSZKA Szófia   | 2–0   | Nottingham Forest     | 1–0      | 1–0      |
| Trabzonspor    | 2–4   | Szombierki Bytom      | 2–1      | 0–3      |
| Olimbiakósz    | 2–7   | Bayern München        | 2–4      | 0–3      |
| Dinamo Tirana  | 0–3   | Ajax                  | 0–2      | 0–1      |
| ÍBV            | 1–2   | Baník Ostrava         | 1–1      | 0–1      |
| Dynamo Berlin  | 4–2   | APÓEL                 | 3–0      | 1–2      |
| Jeunesse Esch  | 0–9   | Szpartak Moszkva      | 0–5      | 0–4      |
| Halmstad       | 2–3   | Esbjerg               | 0–0      | 2–3      |
| Limerick       | 2–7   | Real Madrid           | 1–2      | 1–5      |
| Sporting       | 0–3   | Budapesti Honvéd      | 0–2      | 0–1      |
| Linfield       | 0–3   | Nantes                | 0–1      | 0–2      |
| Internazionale | 3–1   | Universitatea Craiova | 2–0      | 1–1      |
| Club Brugge    | 1–5   | FC Basel              | 0–1      | 1–4      |
| Viking         | 3–7   | Crvena Zvezda         | 2–3      | 1–4      |

### 2. forduló (Nyolcaddöntő)
| 1. csapat        | Össz. | 2. csapat        | 1. mérk. | 2. mérk. |
| ---------------- | ----- | ---------------- | -------- | -------- |
| Aberdeen         | 0–5   | Liverpool        | 0–1      | 0–4      |
| CSZKA Szófia     | 5–0   | Szombierki Bytom | 4–0      | 1–0      |
| Bayern München   | 6–3   | Ajax             | 5–1      | 1–2      |
| Baník Ostrava    | 1–11  | Dynamo Berlin    | 0–0      | 1–1      |
| Szpartak Moszkva | 3–2   | Esbjerg          | 3–0      | 0–2      |
| Real Madrid      | 3–0   | Budapesti Honvéd | 1–0      | 2–0      |
| Nantes           | 2–3   | Internazionale   | 1–2      | 1–1      |
| FC Basel         | 1–2   | Crvena Zvezda    | 1–0      | 0–2      |

1 A Baník Ostrava csapata jutott tovább, idegenben lőtt több góllal.

### Negyeddöntő
| 1. csapat        | Össz. | 2. csapat     | 1. mérk. | 2. mérk. |
| ---------------- | ----- | ------------- | -------- | -------- |
| Liverpool        | 6–1   | CSZKA Szófia  | 5–1      | 1–0      |
| Bayern München   | 6–2   | Baník Ostrava | 2–0      | 4–2      |
| Szpartak Moszkva | 0–2   | Real Madrid   | 0–0      | 0–2      |
| Internazionale   | 2–1   | Crvena Zvezda | 1–1      | 1–0      |

### Elődöntő
| 1. csapat   | Össz. | 2. csapat      | 1. mérk. | 2. mérk. |
| ----------- | ----- | -------------- | -------- | -------- |
| Liverpool   | 1–11  | Bayern München | 0–0      | 1–1      |
| Real Madrid | 2–1   | Internazionale | 2–0      | 0–1      |

1 A Liverpool csapata jutott tovább, idegenben lőtt góllal.

### Döntő
| 1981. május 27. |

| Liverpool      | 1–0   | Real Madrid |
| -------------- | ----- | ----------- |
| A. Kennedy 82' | (0–0) |             |

| Parc des Princes, Párizs Nézőszám: 48 360 Játékvezető: Palotai Károly (magyar) |

| Az 1980–81-es bajnokcsapatok Európa-kupájának győztese |
| Liverpool 3. cím                                       |
| ← 1979–80 Nottingham Forest                            |
| Aston Villa 1981–82 →                                  |